# Semiothisa infixaria
Semiothisa infixaria är en fjärilsart som beskrevs av Walker 1862. Semiothisa infixaria ingår i släktet Semiothisa och familjen mätare. Inga underarter finns listade i Catalogue of Life.